# Le indagini di Lolita Lobosco
Le indagini di Lolita Lobosco è una serie televisiva italiana trasmessa in prima serata su Rai 1 dal 21 febbraio 2021. Diretta da Luca Miniero (prima e seconda stagione) e Renato De Maria (terza stagione), scritta da Massimo Gaudioso, Daniela Gambaro e Massimo Reale, è prodotta da Rai Fiction, Bibi Film TV e Zocotoco, con il contributo di Apulia Film Commission. È liberamente ispirata all'omonima serie di romanzi di Gabriella Genisi che ha per protagonista Lolita Lobosco, vicequestore in servizio presso la squadra mobile della questura di Bari.

## Trama
Il vicequestore Lolita Lobosco torna nella sua Bari per dirigere una squadra di soli uomini. In un mondo ostinatamente governato dai maschi, Lolita sceglie di restare se stessa senza reprimere il suo fascino e la sua bellezza, anzi usa queste sue doti per affermarsi e combattere i pregiudizi.

## Episodi
| Stagione         | Episodi | Prima TV |
| ---------------- | ------- | -------- |
| Prima stagione   | 4       | 2021     |
| Seconda stagione | 6       | 2023     |
| Terza stagione   | 4       | 2024     |

## Personaggi e interpreti
- Lolita Lobosco, interpretata da Luisa Ranieri. È il vicequestore della Polizia di Bari, tornata nella sua città dopo un periodo a Legnano. Nonostante lavori in un ambiente esclusivamente maschile, per farsi valere non nasconde la sua femminilità, anzi la accentua con immancabili abiti scollati e tacchi a spillo. Inizialmente è single e fiera di esserlo, ma non per questo rinuncia a delle brevi avventure con vari uomini; in seguito ha una storia d'amore con il giornalista Danilo Martini. Non ha mai perdonato il padre Nicola per averla ingannata da piccola dicendole di essere un pescatore, quando in realtà era un contrabbandiere di sigarette, neanche dopo vent'anni dalla morte di lui.
- Antonio Forte, interpretato da Giovanni Ludeno. È il migliore amico di Lolita ed il suo più stretto collaboratore; i due sono stati compagni di classe dalle elementari all'università. È da sempre invaghito di Lolita e, sebbene si sia sposato e abbia avuto due figli, tenta sempre di fare colpo su di lei.
- Raffaele "Lello" Esposito, interpretato da Jacopo Cullin.  È uno dei poliziotti della questura. Inizialmente sottovaluta Lolita perché è una donna, ma poi capisce di doverla rispettare e collaborerà con lei in tutte le indagini. Nonostante abbia più di trent'anni, vive ancora con la madre. Si innamora di Caterina, responsabile dell'officina meccanica delle auto pattuglie della Questura.
- Marietta Carrozza, interpretata da Bianca Nappi. È un magistrato ed è la migliore amica di Lolita. Nella prima puntata le rivela di essersi trovata un amante, e per questo le chiede talvolta la casa in prestito. Nella terza stagione si innamora, ricambiata, della pittrice Beatrice Cavalli.
- Danilo Martini, interpretato da Filippo Scicchitano. È un giornalista che viene presentato a Lolita da Marietta. Nonostante si innamorino subito l'uno dell'altra, Lolita oppone resistenza per via della grande differenza di età: lei ha quasi quarant'anni, mentre lui ne ha meno di trenta. Alla fine il vicequestore decide di cedere e di abbandonarsi al sentimento che prova per Danilo.
- Nunzia, interpretata da Lunetta Savino. È la madre di Lolita e vive nel ricordo del marito Nicola, ucciso vent'anni prima.
- Trifone, interpretato da Maurizio Donadoni, proprietario di una frutteria sotto casa di Lolita e vecchio amico del padre di lei, nella seconda stagione comincerà a frequentare Nunzia, la madre di Lolita.
- Carmela Lobosco, interpretata da Giulia Fiume. È la sorella minore di Lolita ed è molto invidiosa dei suoi successi. Vive con la madre e i due figli avuti dal marito Tonio, dal quale però si è separata.
- Nicola "Petresine" Lobosco, interpretato da Aldo Ottobrino. È il padre di Lolita e, quando la figlia era piccola, fra i due c'era un legame di intenso affetto. Quando però Lolita scopre che il padre non è un pescatore, come le aveva sempre raccontato, ma un contrabbandiere di sigarette, comincia a detestarlo ed a ripudiarlo, non volendo più vederlo, ed è proprio per un senso di rivalsa nei confronti del padre che Lolita decide di diventare poliziotta, schierandosi quindi dalla parte della giustizia. Nicola, sapendo quanto sarebbe difficile per la figlia di un pregiudicato entrare nelle forze dell'ordine, decide, senza dirle nulla, di collaborare con la giustizia per aiutarla a realizzare il suo sogno: rivela quindi tutto ciò che sa sul contrabbando di droga, chiedendo in cambio che la figlia riceva un trattamento imparziale. Per questo motivo viene assassinato dai narcotrafficanti, ma la faccenda viene messa a tacere e l'omicidio passa per un incidente. Sarà proprio Lolita a rispolverare il caso e a scoprire tutto, anche grazie a una lettera lasciatale dal padre.
- Professor Introna, interpretato da Francesco De Vito. È il medico legale amico di Lolita.
- Tonio, interpretato da Corrado Nuzzo. È l'ex marito di Carmela.
- Angelo, interpretato da Mario Sgueglia. È stato il primo grande amore di Lolita. Si incontrano nuovamente dopo anni all’inizio della seconda stagione.

## Produzione

### Riprese

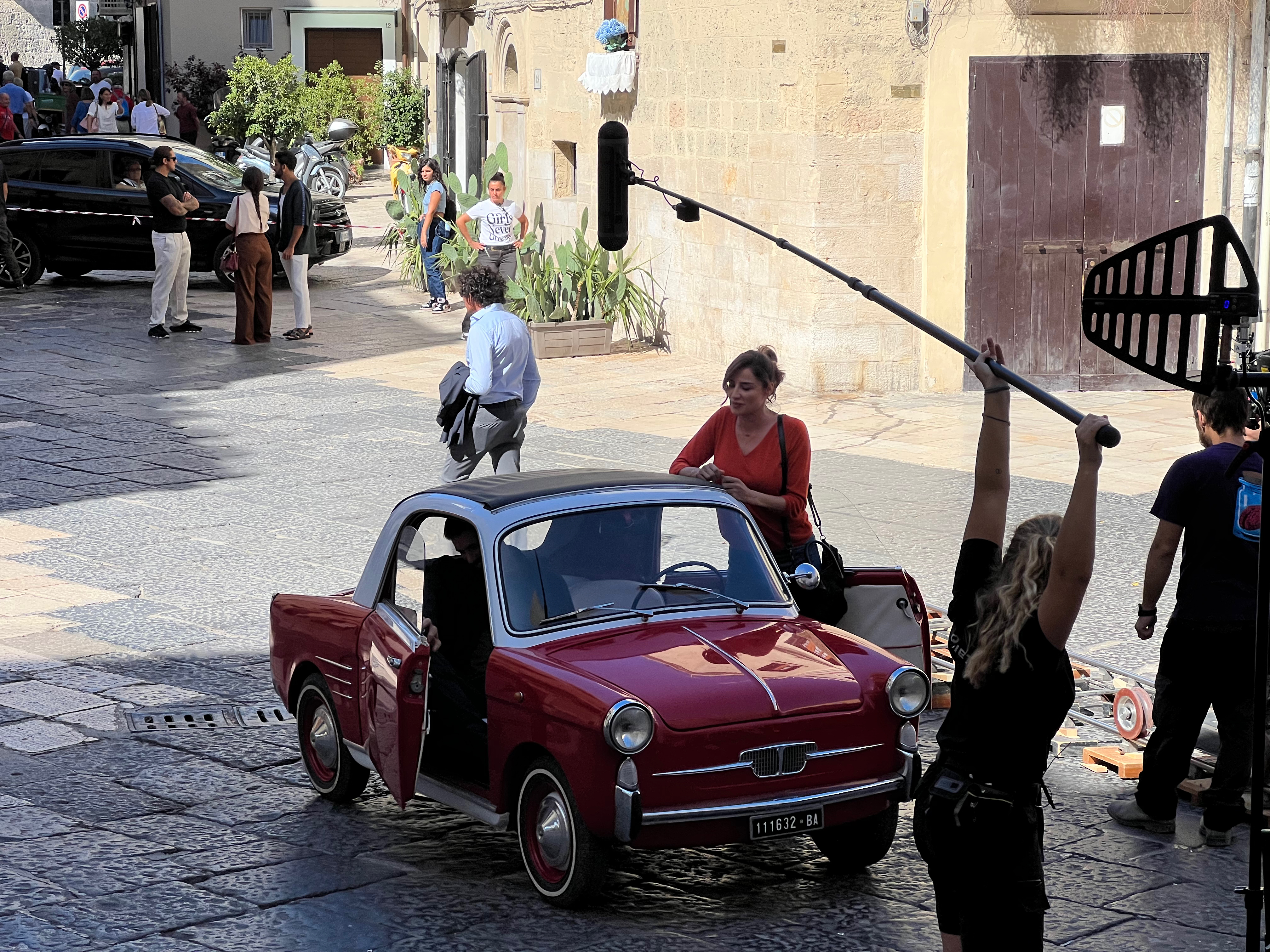
Riprese in corso davanti alla Cattedrale di Bari

Le riprese della prima stagione sono iniziate il 13 luglio 2020. I luoghi delle riprese comprendono Bari (Palazzo della Gazzetta del Mezzogiorno; Lungomare; Cattedrale di San Sabino; Piazza dell'Odegitria, casa di Lolita Lobosco; Palazzo della Città Metropolitana, interno della Questura; Consiglio regionale della Puglia, Policlinico), Monopoli (Palazzo Palmieri, esterno della Questura; Masseria Spina, Abitazione della famiglia Morelli), Polignano a Mare (Abbazia di San Vito), Putignano (Piazza del Plebiscito), Fasano (Pezze di Greco) e Roma.

### Rinnovo
A marzo 2021 è stato annunciato il rinnovo per una seconda stagione, che ha preso ufficialmente il via domenica 8 gennaio 2023.
Il 10 settembre 2023 sono iniziate le riprese della terza stagione che si sono svolte fino al 27 ottobre.. Le 4 puntate sono andate in onda da lunedì 4 marzo 2024. 

## Colonna sonora
La colonna sonora della prima stagione è stata pubblicata da Emergency Music Italy il 21 febbraio 2021 Oltre alle tracce strumentali, i compositori Santi Pulvirenti e Tommy Caputo hanno realizzato tre canzoni, interpretate dallo stesso Pulvirenti: il brano dei titoli di testa è Me and My Prison Soul, mentre quelli dei titoli di coda sono Lost and Found e Come Away..
1. Me and My Prison Soul (Sigla) – 3:04
2. Il vicequestore Lobosco – 2:00
3. Lolita – 2:54
4. Urban Groove – 1:24
5. Onde riflesse – 2:03
6. Lost and Found – 5:17
7. La stanza – 2:43
8. Beat to Beat – 1:33
9. Back – 3:51
10. Camminando da sola – 2:09
11. Motus – 3:42
12. Cold Lol – 1:34
13. Lolita e i suoi pensieri – 3:00
14. Rallenty – 2:03
15. Come Away – 3:06
16. Murder – 1:57
17. Seduti a tavola – 2:19
18. Tensione in cella – 2:00
19. Verso di te – 1:57
20. Low – 3:37
21. Opening Memories – 1:53
22. Il colpevole – 1:56
23. Apulia Beat – 1:38
24. Crime Scene – 2:43
25. Flash – 2:35
26. Come – 1:59
27. Restiamo amici – 2:05
28. I Know Your Secret – 2:59
29. Beginning – 2:02
30. Introspezione – 1:39
31. Klaus House – 1:26
32. Le emozioni di Lolita – 1:56
33. Blue Cruising – 1:50
34. Apulia Crime – 2:21
35. Bo! – 2:02
36. Sensazioni – 1:43
37. Mind Extension – 1:56
38. Your Secrets – 2:21
39. I Saw Your Face – 2:32
40. Loboutin – 1:35
41. Lol & Guitar – 1:06
42. Lolita Vibes – 1:56
43. Bad Dreams – 2:17
44. Commissariato – 1:50
45. Lolita indaga – 2:03
46. Secret Impulse – 2:00
47. Simply Lol – 1:08
48. The First Crime – 1:35